# Dragan Komadina
Dragan Komadina  (Mostar, 1974.), bosanskohecegovački je dramaturg, dramski pisac i dramski pedagog.     

## Životopis
Dragan Komadina je autor niza dramskih tekstova (Ravna ploča, Drang nach Westen, Dust Killer, Ajmo na fuka i dr.) praizvedenih u teatrima Sarajeva, Zenice i Mostara. Kao dramaturg surađivao je s mnogim redatelji(ca)ma (Dino Mustafić, Selma Spahić, Scott Fielding, Lajla Kaikčija, Tanja Miletić Oručević, Ivan Leo Lemo, Robert Raponja). Za svoj spisateljski i dramaturški rad u kazalištu nagrađivan je na brojnim bosanskohrcegovačkim festivalima (Kazališne Igre Jajce, Festival bh drame Zenica i Susreti kazališta Brčko). 
Docent je na Odsjeku za dramaturgiju na Akademiji scenskih umjetnosti u Sarajevu te umjetnički savjetnik u Hrvatskom narodnom kazalištu u Mostaru.

## Praizvedbe
- Dust killer (kratki dramski komad)  u sklopu omnibusa "Na rubu svemira", režija: Marko Misirača, NP Sarajevo, 2013.

- Ajmo na fuka,[5] režija: Dragan Komadina, HNK Mostar i NP Mostar, 2015.

- Drang Nach Westen ili Prodor na Zapad, režija: Lajla Kaikčija,  BNP Zenica, 2016.

- Quijotanje, HNK Mostar, 2016.

- Ravna ploča,[6] režija: Lajla Kaikčija, BNP Zenica, 2018.

## Nagrade
- Nagrada za najbolju dramaturgiju predstava „Usamljeni zapad“ M.McDonagh i „(Njegove) Tri sestre“ Scott Fielding/A.P. Čehov na 24. Međunarodnom festivalu autorske poetike „Dani teatra mladih“, Mostar (BiH), rujan 2009.

- Nagrada za najbolju dramaturgiju predstave „(Njegove) Tri sestre“ Scott Fielding/A.P. Čehov na 29. Pozorišnim/Kazališnim igrama u Jajcu  (BiH),[7] lipanj 2010.

- Posebno priznanje žirija za najbolju dramaturgiju na 10. Festivalu bh drame u Zenici za predstavu „Stranci“,[8] svibanj 2011.

- Posebno priznanje za predstavu „Ajmo na fuka“ na 14. Festivalu bh drame u Zenici,[9] svibanj 2015.

- "Zlatno pero", za komad "Drang Nach Westen",[10] Susreti kazališta Brčko, 2016.

- Nagrada „Mimar mira“ za doprinos pomirenju predstavom  „Ajmo na fuka“,  Centar za kulturu Mostar,[11] srpanj 2017.